# جوني هانيغان
جوني هانيغان (بالإنجليزية: Johnny Hannigan)‏ هو لاعب كرة قدم بريطاني في مركز نصف الجناح، ولد في 17 فبراير 1933 في بارهيد في المملكة المتحدة. لعب مع نادي ويموث.